# Kevon Looney
Kevon Grant Looney (Milwaukee, 1996. február 6. –) amerikai kosárlabdázó, center, a Golden State Warriors játékosa a National Basketball Associationben (NBA).
Egyetemen a UCLA Bruins játékosa volt, elsőévesként a Pac–12 főcsoport második legjobb csapatába választották 2015-ben. A szezon után úgy döntött, hogy feladja egyetemi játékjogát, hogy részt vegyen a 2015-ös NBA-drafton, ahol a 30. helyen választotta ki a Golden State. A Warriors színeiben háromszoros bajnok lett.
Wisconsinban nőtt fel, középiskolában az állam legjobb játékosának választották 2014-ben. Országos elismeréseket is kiérdemelt, osztálya egyik legjobbjának tekintették és All-American csapatokba is beválasztották. Egyetlen szezonjában egyetemen az egész országban neki volt a legtöbb dupla-duplája elsőévesek között (tizenöt). A Pac–12 egyik legjobb játékosának tartották, beválasztották a legjobb elsőévesek közé. A Golden State újoncaként nagyon keveset játszott, mivel két csípőműtéten is át kellett esnie. A következő szezonban ismét megsérült, így a rájátszásban nem tudta segíteni csapatát a bajnoki címhez. A 2017–2018-as szezontól végre egészséges volt és szinte folyamatosan játszott alacsony centerként, megnyerve a bajnoki címet 2018-ban és 2022-ben is.

## Statisztika

### Egyetem
| Év        | Csapat      | JM | KM | JP/M | MG%  | 3P%  | BD%  | LP/M | GP/M | L/M | B/M | P/M  |
| --------- | ----------- | -- | -- | ---- | ---- | ---- | ---- | ---- | ---- | --- | --- | ---- |
| 2014–2015 | UCLA Bruins | 36 | 36 | 30,9 | .470 | .415 | .626 | 9,2  | 1,4  | 1,3 | 0,9 | 11,6 |

### NBA

#### Alapszakasz
| Év         | Csapat                | JM  | KM  | JP/M | MG%  | 3P%  | BD%  | LP/M | GP/M | L/M | B/M | P/M |
| ---------- | --------------------- | --- | --- | ---- | ---- | ---- | ---- | ---- | ---- | --- | --- | --- |
| 2015–2016  | Golden State Warriors | 5   | 0   | 4,1  | .571 | .500 | –    | 2,0  | 0,0  | 0,0 | 0,0 | 1,8 |
| 2016–2017† | Golden State Warriors | 53  | 4   | 8,4  | .523 | .222 | .618 | 2,3  | 0,5  | 0,3 | 0,3 | 2,5 |
| 2017–2018† | Golden State Warriors | 66  | 4   | 13,8 | .580 | .200 | .545 | 3,3  | 0,6  | 0,5 | 0,8 | 4,0 |
| 2018–2019  | Golden State Warriors | 80  | 24  | 18,5 | .625 | .100 | .619 | 5,2  | 1,5  | 0,6 | 0,7 | 6,3 |
| 2019–2020  | Golden State Warriors | 20  | 4   | 13,1 | .367 | .071 | .750 | 3,3  | 1,0  | 0,6 | 0,3 | 3,4 |
| 2020–2021  | Golden State Warriors | 61  | 34  | 19,0 | .548 | .235 | .646 | 5,3  | 2,0  | 0,3 | 0,4 | 4,1 |
| 2021–2022† | Golden State Warriors | 82* | 80  | 21,1 | .571 | .000 | .600 | 7,3  | 2,0  | 0,6 | 0,6 | 6,0 |
| 2022–2023  | Golden State Warriors | 82  | 70  | 23,9 | .630 | .000 | .606 | 9,3  | 2,5  | 0,6 | 0,6 | 7,0 |
| 2023-2024  | Golden State Warriors | 74  | 36  | 16,1 | .597 | .000 | .675 | 5,7  | 1,8  | 0,4 | 0,4 | 4,5 |
| 2024-2025  | Golden State Warriors | 76  | 6   | 15,0 | .514 | .400 | .566 | 6,1  | 1,6  | 0,6 | 0,5 | 4,5 |
| Karrier    | Karrier               | 599 | 262 | 17,2 | .575 | .185 | .608 | 5,7  | 1,6  | 0,5 | 0,5 | 5,0 |

#### Play-in
| Év      | Csapat                | JM | KM | JP/M | MG%  | 3P% | BD%  | LP/M | GP/M | L/M | B/M | P/M |
| ------- | --------------------- | -- | -- | ---- | ---- | --- | ---- | ---- | ---- | --- | --- | --- |
| 2021    | Golden State Warriors | 2  | 2  | 22,2 | .571 | —   | .500 | 8,5  | 2,0  | 0,5 | 1,5 | 4,5 |
| 2024    | Golden State Warriors | 1  | 0  | 8,5  | .500 | —   | —    | 5,0  | 1,0  | 0,0 | 0,0 | 2,0 |
| 2025    | Golden State Warriors | 1  | 0  | 9,7  | .500 | —   | —    | 1,0  | 1,0  | 0,0 | 0,0 | 2,0 |
| Karrier | Karrier               | 4  | 2  | 15,7 | .545 | —   | .500 | 5,8  | 1,5  | 0,3 | 0,8 | 3,3 |

#### Rájátszás
| Év      | Csapat                | JM | KM | JP/M | MG%  | 3P%  | BD%  | LP/M | GP/M | L/M | B/M | P/M |
| ------- | --------------------- | -- | -- | ---- | ---- | ---- | ---- | ---- | ---- | --- | --- | --- |
| 2018†   | Golden State Warriors | 21 | 5  | 18,4 | .542 | .000 | .381 | 4,2  | 0,9  | 0,7 | 0,4 | 4,1 |
| 2019    | Golden State Warriors | 21 | 1  | 20,5 | .688 | —    | .724 | 4,5  | 1,0  | 0,6 | 0,5 | 7,1 |
| 2022†   | Golden State Warriors | 22 | 13 | 20,4 | .659 | —    | .611 | 7,6  | 2,2  | 0,4 | 0,5 | 5,8 |
| 2023    | Golden State Warriors | 13 | 8  | 25,0 | .578 | —    | .556 | 13,1 | 3,3  | 0,6 | 0,4 | 6,5 |
| 2025    | Golden State Warriors | 12 | 0  | 10,0 | .435 | —    | .750 | 3,6  | 0,3  | 0,4 | 0,3 | 2,2 |
| Karrier | Karrier               | 89 | 27 | 19,2 | .612 | .000 | .596 | 6,3  | 1,5  | 0,5 | 0,4 | 5,3 |